# Супермен (филм из 2025)
Супермен (енгл. Superman) је амерички суперхеројски филм из 2025. године, режисера и сценаристе Џејмса Гана, заснован према истоименом лику DC Comics-а. Први је филм у DC универзуму и рибут је серијала о Супермену. Насловну улогу тумачи Дејвид Коренсвет, док су у споредним улогама Рејчел Брознахан, Николас Хоулт, Еди Гатеги, Ентони Кариган, Нејтан Филион и Изабела Мерсед. Радња прати Суперменово путовање да помири своје ванземаљско наслеђе са својом људском породицом.
Развој наставка Човека од Челика (2013), првог филма DC-јевог проширеног универзума, започео је у октобру 2014. године, а очекивало се да ће Хенри Кавил поновити своју улогу Супермена, али су се планови променили након проблематичне продукције Лиге правде (2017). Наставак Човека од Челика није напредовао све до маја 2020. године. Ган је почео да ради на новом филму о Супермену око августа 2022, а у октобру је постао ко-извршни директор DC Studios-а са продуцентом Питером Сафраном. У децембру је јавно откривено да Ган пише сценарио за нови филм о Супермену, а наслов Супермен: Наслеђе објављен је у јануару 2023. године. У марту је потврђено да ће Ган бити и редитељ, а Коренсвет и Брознаханова су добили улоге у јуну, након чега је уследио кастинг за остале ликове. Поднаслов је избачен до краја фебруара 2024. када је снимање почело у Свалбарду.
Филм је премијерно приказан 7. јула 2025. у Холивуду, док је у америчким биоскопима изашао 11. јула исте године, односно дан раније у Србији. Наишао је на позитивне рецензије критичара.

## Радња
Филм истражује путовање Кларка Кента / Супермена да помири своје криптонско наслеђе са својом људском породицом у Смолвилу у Канзасу.

## Улоге
| Глумац                     | Улога                       |
| -------------------------- | --------------------------- |
| Дејвид Коренсвет           | Кларк Кент / Супермен       |
| Рејчел Брознахан           | Лоис Лејн                   |
| Николас Хоулт              | Лекс Лутор                  |
| Еди Гатеги                 | Мајкл Холт / Мистер Терифик |
| Ентони Кариган             | Рекс Мејсон / Метаморфо     |
| Нејтан Филион              | Гај Гарднер / Зелени Фењер  |
| Изабела Мерсед             | Кендра Сондерс / Хокгерл    |
| Марија Габријела де Фарија | Анђела Спајка / Инжењер     |
| Сара Сампајо               | Ив Тешмакер                 |
| Скајлер Гисондо            | Џими Олсен                  |
| Теренс Роузмор             | Отис                        |
| Шон Ган                    | Максвел Лорд                |
| Мили Алкок                 | Кара Зор-Ел / Супердевојка  |